# Wilfrido Vargas

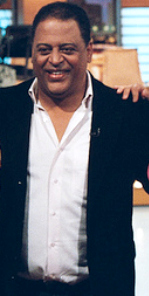
Wilfrido Vargas

Wilfrido Radamés Vargas Martínez (* 24. April 1949 in Altamira) ist ein dominikanischer Bandleader, Trompeter, Sänger und Komponist, der vor allem als Merenguemusiker bekannt ist.
Vargas besuchte ab dem zehnten Lebensjahr die Musikschule seiner Heimatstadt und leitete zwölfjährig als Solotrompeter seine erste eigene Band. 1972 gründete er in Santo Domingo die Gruppe Los Beduinos, deren erstes Album Wilfrido Vargas y sus Beduinos als erstes von siebzehn Alben 1974 beim Karen Label erschien. Ein Teil der Kompositionen stammte von Sonny Ovalle. Internationalen Erfolg hatte Punto y Aparte mit der Single El Barbarazoí.
Anfang der 1980er Jahre erschien ein Duoalbum mit dem Sänger der Beduinos, Sandy Reyes. 1989 wechselte er zum Sonotone Label, bei dem fünf Alben erschienen, darunter das 1991 für einen Grammy nominierte Animation. 1992 war er Gaststar des Festival de Viña del Mar, bei dem er mit dem Premio Gaviota de Plata ausgezeichnet wurde, und trat im Auditorio Simón Bolívar in Sao Paulo auf.
1993 nahm er am Festival de Acapulco in Mexiko teil. 1994 wurde er zum Gran Mariscal de los Carnavales de Barranquilla gewählt und erhielt von der dominikanischen Regierung den Orden Heráldica de Cristobal Colón im Rang eines Caballero.

## Diskographie
- Wilfrido 86, 1986
- Vida, Cancion y Suerte, 1987
- Medicina 86, 1989
- Mas Que Un Loco, 1990
- Wilfrido Vargas, 1991
- Abusadora, 1993
- Itinerario, 1993
- Wilfrido Vargas & Sandy Reyes, 1994
- El Funcionario, 1994
- El Africano, 1994
- La Medicina, 1994
- El Extraterrestre, 1995
- Usted Se Queda Aqui, 1996
- Y Sus Consentidas, 1996
- Hoy, 1997
- El Africano, 1999
- Wilfrido Vargas [BMG], 2000
- www.wilfrido-vargas.com, 2000
- Musica, 2001
- Amor Casual, Vol. 10, 2001
- Usted Se Queda Aqui, Vol. 8, 2001
- Dos Generaciones, 2002
- El Unico, 2002